# マレーヤ (戦艦)
マレーヤ (英語: HMS Malaya) は、イギリス海軍の戦艦。クイーン・エリザベス級戦艦の5番艦。艦名は当時の英国領マレー連合州に因む。日本語では、マラヤと表記する場合もある。

## 艦歴

### 第一次世界大戦
1913年10月20日にアームストロング・ホイットワース社で起工し、1916年2月1日に就役した。
第一次世界大戦ではヒュー・エヴァン＝トーマス卿の率いる第5戦艦戦隊 に加わる。第5戦艦戦隊はクイーン・エリザベス級戦艦5隻を揃え、当時の最強部隊であった。1916年5月31日、第5戦艦戦隊（旗艦「バーラム」）はユトランド沖海戦に参加。高速戦艦として扱われていたクイーン・エリザベス級戦艦を揃えた第5戦艦戦隊は、グランドフリートにおいてデイヴィッド・ビーティー提督が率いる巡洋戦艦艦隊の隷下で行動する（ユトランド沖海戦、戦闘序列）。ドイツ帝国海軍との交戦では、「マレーヤ」は主砲215発を発射、ドイツ艦隊より7発（もしくは8発）を被弾し、戦死者60名以上を出した。

### 海軍休日
1922年にマレーヤはオスマン帝国最後の皇帝メフメト6世をマルタへ運んだ。
1927年9月から1929年3月まで、バルジの追加、射撃式装置の更新などの大規模改装を受ける。海軍休日時代の大英帝国におけるクイーン・エリザベス級やネルソン級戦艦は、本国艦隊や地中海艦隊の主力艦として海上勢力の根幹を成した。

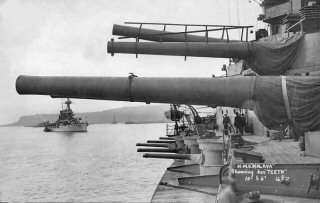
「マレーヤ」の主砲

1934年から1936年まで、水平防御の強化や、航空兵装、対空兵器の強化が図られた。ただし「マレーヤ」の改造は姉妹艦3隻（ウォースパイト、クイーン・エリザベス、ヴァリアント）ほど、徹底したものではない。主砲の最大仰角が引き上げられず、改造を受けた姉妹艦より主砲の射程に劣っていた。折しもイタリア王国とエチオピア帝国の関係悪化から地中海の情勢が緊迫化し（アビシニア危機）、さらに第二次エチオピア戦争が勃発する。イギリスは経済制裁をおこなうと共に本国艦隊を地中海に派遣、ベニート・ムッソリーニが率いるイタリアとの間で緊張が高まった。

### 第二次世界大戦
1939年9月以降、第二次世界大戦が始まる。大戦勃発時はジェフリー・レイトン提督が指揮する第1戦艦戦隊（ウォースパイト、バーラム、マレーヤ）としてアレクサンドリアを拠点に行動した。
10月中旬には空母「グローリアス (HMS Glorious, 77) 」など共にインド洋へ派遣される。
11月になると、ドイツ国防海軍が大西洋に放ったドイッチュラント級装甲艦「アドミラル・グラーフ・シュペー (Admiral Graf Spee) 」は、アフリカ大陸南端を東進してマダガスカル南方海域まで進出した。同艦の捜索と掃討のため海軍本部は10月に複数の任務部隊を編成していたが、11月中旬に改めて編成替をおこなった。空母「グローリアス」と戦艦2隻（マレーヤ、ラミリーズ）で「J部隊」 (Force J) が編成され、アデン湾方面の警戒をおこなっている。「アドミラル・グラーフ・シュペー」が12月中旬のラプラタ沖海戦で自沈すると、「マレーヤ」は大西洋での船団護衛任務に就いた。
1940年6月10日、イタリアが枢軸陣営として連合国に宣戦を布告し、地中海戦線が形成された（地中海攻防戦）。イギリス海軍はアレクサンドリアを拠点とする地中海艦隊と、ジブラルタルを拠点とするH部隊でイタリア王立海軍に対抗する。
6月下旬にフランスが枢軸陣営に事実上降伏した時、地中海艦隊は戦艦4隻（ウォースパイト、マレーヤ、ロイヤル・サブリン、ラミリーズ）と空母「イーグル (HMS Eagle) 」を保有していた。この戦力でイタリア海軍のヴィットリオ・ヴェネト級戦艦やコンテ・ディ・カブール級戦艦に対抗できるはずだったが、完全に近代化改装を終えていたのは「ウォースパイト」のみであり、アンドルー・カニンガム提督の懸念材料となった。
「マレーヤ」は7月9日のカラブリア沖海戦に参加した。英連邦諸国で構成された地中海艦隊は、ジョン・トーヴィー提督の巡洋艦部隊（A部隊）、カニンガム提督（旗艦「ウォースパイト」）直率のB部隊、ヘンリー・プリダム＝ウィッペル提督のC部隊（戦艦「マレーヤ」「ロイヤルサブリン」、空母「イーグル」、駆逐艦11隻）に分れて行動する。A部隊や「ウォースパイト」がイタリア戦艦2隻（ジュリオ・チェザーレ、コンテ・ディ・カブール）や巡洋艦部隊などと交戦する一方、「マレーヤ」と「ロイヤル・サブリン (HMS Royal Sovereign, 05) 」は後落して戦局に寄与しなかった。C部隊の戦艦2隻が追いつけるように、「ウォースパイト」は戦闘中に円を描くように回頭することを強いられた。「マレーヤ」は姉妹艦においついて、撤退するイタリア戦艦に15インチ主砲で5回の斉射をしたが、2,700メートル手前に落ちて命中しなかった。
8月になると北アフリカのリビアに駐留するイタリア陸軍がエジプト侵攻の兆候を示したので、地中海艦隊が艦砲射撃をおこなって敵軍を牽制する。8月17日、「ウォースパイト」と英重巡「ケント (HMS Kent, 54) 」がフォート・カプッツォを砲撃し、「マレーヤ」と「ラミリーズ」がバルディアを砲撃した。その後、マルタ島へ向かう補給船団の護衛に出動し、イタリア艦隊とにらみ合った。
9月になると地中海艦隊に姉妹艦2隻（ヴァリアント、バーラム）と新鋭空母「イラストリアス (HMS Illustrious, R87) 」が増強され（ハッツ作戦）、さらに11月中旬のタラント空襲でイタリア艦隊の脅威が減少した。イギリス海軍は、最前線の地中海艦隊から旧式戦艦2隻（ラミリーズ、マレーヤ）を下げることにした。
1941年1月から「マレーヤ」はジブラルタルを拠点とするH部隊に所属し、イタリア本土のジェノヴァ砲撃任務に参加した（グロッグ作戦）。
3月初頭、「マレーヤ」はジブラルタルからイギリスに向かうSL-67船団の護衛に就いた。西アフリカ沖合の大西洋を航海中の3月7日、ヴェルデ岬諸島沖合において、通商破壊作戦（ベルリン作戦）実施中のギュンター・リュッチェンス中将が指揮するシャルンホルスト級戦艦2隻遭遇した。15インチ砲8門を装備した「マレーヤ」が存在するため、リュッチェンス提督（旗艦「グナイゼナウ」）は連合軍船団への攻撃を断念した。ただしリュッチェンス提督は味方にSL-67船団の位置を通報しており、Uボート2隻が船団を襲って輸送船5隻を沈めている。3月8日の日没時、「グナイゼナウ」達は改めてSL-67船団に接近したが、「マレーヤ」の存在を見て襲撃を諦めた。「マレーヤ」搭載のウォーラス飛行艇は戦艦「シャルンホルスト (DKM Scharnhorst) 」を発見したが、逃走するドイツ艦を捕捉できなかった。
3月20日23:23、マレーヤはドイツ潜水艦「U-106」からの攻撃を受け、損傷した。「U-106」はカーボベルデ西北西250マイルの海域でSL-68船団に対して暗闇の中で2本の魚雷を発射した。1本が「マレーヤ」の左舷に命中し、もう1本は輸送船「マーカーク (Meerkerk) 」に命中した。浸水被害により約7度傾斜したが、「マレーヤ」は無事にトリニダードに到着した。応急修理の後マレーヤは中立国のアメリカ合衆国東海岸に向かう。4月6日にニューヨーク港に到着し、ニューヨーク海軍工廠で4ヶ月間ドック入りした。

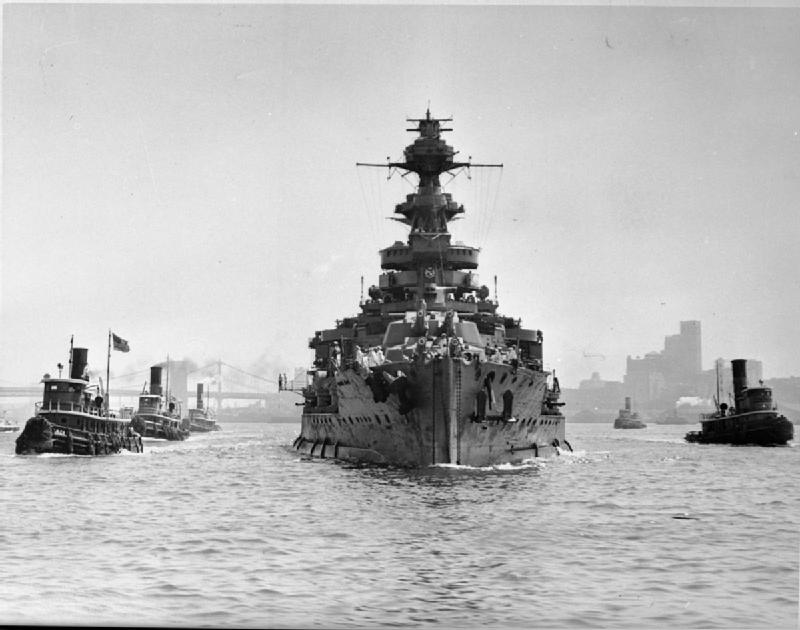
ニューヨークを出港する「マレーヤ」

7月9日、カスバート・コッピナー艦長の指揮下公試のためニューヨークを出航し、カナダノバスコシア州ハリファックスに向かい、同地で船団護衛任務に着任する。「マレーヤ」の1941年7月21日の日誌では「イギリス向けの物資と乗客を乗艦させる。乗客はR. H. デューイング少将、W. E. H. グライレス少将、15から19名の軽騎兵およびアメリカ市民のチェリー氏を含む。」と記録されている。「マレーヤ」は7月28日にロサイスに到着した。イギリスに戻ってからも、対空兵装の強化を受けた。
その後、「マレーヤ」はH部隊に配備されて同部隊の旗艦となったが、指揮官のジェームズ・サマヴィル提督からは不評だった。だが当時のイギリス海軍に余力はなく、H部隊の主力艦として枢軸軍に包囲された（マルタ包囲戦）英領マルタへの戦闘機輸送作戦や強行輸送作戦に従事した。1941年11月のパーペテュアル作戦では、11月14日にH部隊の歴戦艦であった空母アーク・ロイヤル (HMS Ark Royal, 91) 」が潜水艦「U-81」に撃沈されている。1942年6月、ハープーン作戦にH部隊旗艦として参加した。
1943年の夏まで修理や改装工事期間を挟みつつ、イギリスからマルタ及びケープタウンへの船団護衛任務に従事した。
1943年7月には、ハスキー作戦の陽動としてノルウェー沖合に展開し、空母「フューリアス (HMS Furious, 47) 」、アメリカ海軍のサウスダコタ級戦艦2隻と行動を共にした。同年9月からは予備艦となり、乗組員は姉妹艦「ヴァリアント (HMS Valiant) 」に配置転換された。この間、6インチ副砲の撤去、対空火器の増強、誘導グライダー爆弾に対するジャミング装置の改修を受けた。

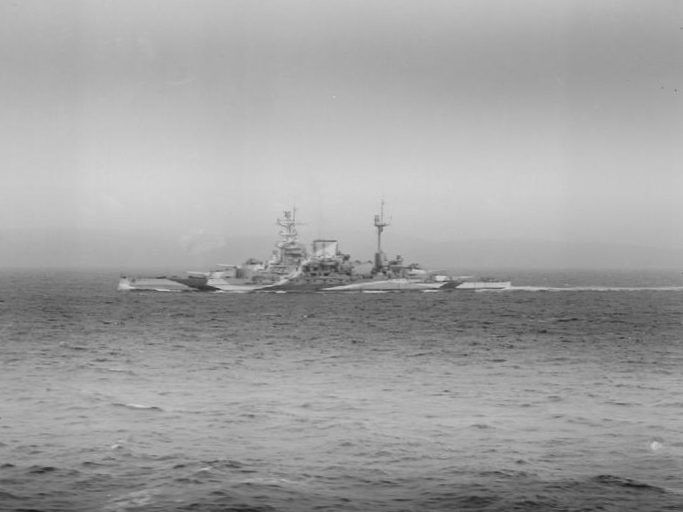
1944年撮影

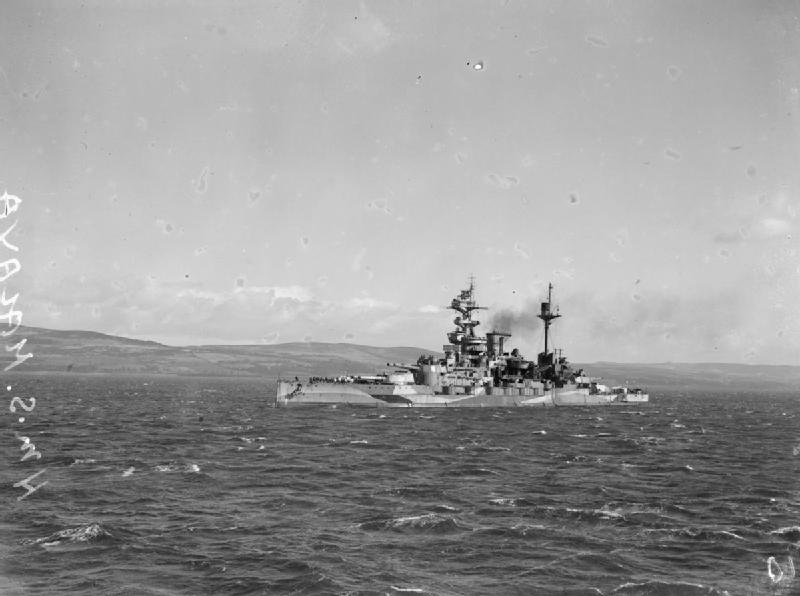
1945年撮影。グリーノックにて

1944年5月中旬、「マレーヤ」はストリベレン湖で反跳爆弾 “ハイボール” の標的艦となった。乗組員が配属された状態の「マレーヤ」に反跳爆撃が実施され、何発かが命中した。その年の後半に「マレーヤ」は予備役入りし、1948年2月20日にメタル・インダストリーズ社に売却され、同年4月12日にファスレーンに到着、スクラップとして廃棄された。「マレーヤ」の船内時鐘がロンドンのイースト・インディア・クラブに展示されている。
「マレーヤ」は、第二次世界大戦に参加したクイーン・エリザベス級戦艦の中で唯一大規模な損害を受けず、退役して解体された。

## 創作作品への影響
- 『コロネル冲海戦とフォークランド沖海戦（英語版）』（1927年、ウォルター・サマーズ）
  - 第一次世界大戦のコロネル沖海戦とフォークランド沖海戦を再現したドキュメンタリードラマ。イギリス海軍が制作に協力し、クイーン・エリザベス級戦艦がインヴィンシブル級巡洋戦艦を演じる。「バーラム」が巡洋戦艦「インヴィンシブル」、「マレーヤ」が巡洋戦艦「インフレキシブル」として映像に登場する[注釈 7]